# Ексиреј
Ексиреј (фр. Exireuil) насеље је и општина у западној Француској у региону Поату-Шарант, у департману Де Севр која припада префектури Ниор.
По подацима из 2011. године у општини је живело 1544 становника, а густина насељености је износила 73,31 становника/km². Општина се простире на површини од 21,06 km². Налази се на средњој надморској висини од 145 метара (максималној 191 m, а минималној 59 m).

## Демографија
| 1962. | 1968. | 1975. | 1982. | 1990. | 1999. | 2011. |
| ----- | ----- | ----- | ----- | ----- | ----- | ----- |
| 681   | 709   | 715   | 891   | 956   | 1.093 | 1.544 |

График промене броја становника у току последњих година